# Лисівська сільська рада (Попільнянський район)
Лисівська сільська рада — колишня адміністративно-територіальна одиниця та орган місцевого самоврядування у Корнинському і Попільнянському районах Білоцерківської округи, Київської й Житомирської областей Української РСР та України з адміністративним центром у с. Лисівка.

## Населені пункти
Сільській раді підпорядковані населені пункти:
- с. Лисівка
- с. Мишерине

## Населення
Станом на 5 грудня 2001 року, відповідно до перепису населення України, кількість мешканців сільської ради становила 754 особи.

## Склад ради
Рада складається з 12 депутатів та голови.

### Керівний склад сільської ради
| ПІБ                           | Основні відомості                                                 | Дата обрання | Дата звільнення |
| ----------------------------- | ----------------------------------------------------------------- | ------------ | --------------- |
| Кравченко Микола Миколайович  | Сільський голова, 1949 року народження, освіта                    | 26.03.2006   | 31.10.2010      |
| Сильченко Федір Володимирович | Сільський голова, 1958 року народження, освіта вища, безпартійний | 31.10.2010   |                 |

Примітка: таблиця складена за даними джерела

## Історія
Створена 8 грудня 1925 року в с. Лисівка Турбівської сільської ради Корнинського району Білоцерківської округи.
Станом на 1 вересня 1946 року сільська рада входила до складу Корнинського району Житомирської області, на обліку в раді перебувало с. Лисівка.
11 серпня 1954 року, відповідно до указу Президії Верховної ради Української РСР «Про укрупнення сільських рад по Житомирській області», сільську раду ліквідовано, територію та населені пункти приєднано до складу Турбівської сільської ради Корнинського району. Відновлена 28 грудня 1990 року в складі сіл Лисівка та Мишерине Турбівської сільської ради Попільнянського району.
Виключена з облікових даних у 2015 році. Територію та населені пункти ради включено до складу новоствореної Корнинської селищної територіальної громади Попільнянського району Житомирської області.
Входила до складу Корнинського (8.12.1925 р., 13.02.1935 р.) та Попільнянського (5.02.1931 р., 28.12.1990 р.) районів.